# 알레나 안탈로바
알레나 안탈로바(체코어: Alena Antalová, 1972년 7월 28일 ~ )는 슬로바키아의 배우이다.

## 출연 작품
- 1984년 - Čierny slnovrat
- 1997년 - Četnické humoresky
- 2003년 - Spoločník
- 2004년 - Poisťovňa šťastia